# 戟

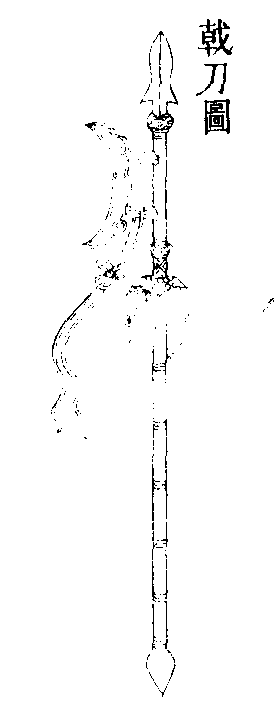
『古今図書集成』の戟刀

戟（げき、ほこ、jǐ）は、古くから中国に存在する武器で戈（か）や矛（ぼう）の機能を備えたもの。異体字として象形文字の屰がある。主に殷から唐代にかけて多用された。複数の武器の機能を併せ持たせた武器というものはヨーロッパにも見られる。
矛を思わせる先端の穂先は刺（し）、戈を匂わせる横に突き出た刃は援（えん）もしくは枝（し）と呼ばれている。刺と援は、一体のものと分かれている物がある。
様々な機能を取り揃えていたためか、戟を用いる兵士も様々で、戟にも種類があった。両手で用いる長い戟は長戟、片手で扱う短い戟は手戟と呼ばれる。手戟は、両手にそれぞれ持つ事もあったが、片方に手戟、もう片方に楯という事もあったという。
初期の物は木製や青銅製で主兵装ではなかったが、戦国時代以降、鋼鉄が生産されるようになると共に主兵装となり、中国では長きに渡り用いられた。
戟は時と場合に応じて戈のように引っ掛け切る、或いは矛のように突き刺す事が可能だったが、それぞれの用途に対して中途半端な物となり、やがて矛（槍）にその地位を奪われる事になり、北宋においては祭儀用として用いられるようになった。
なお、先述の通り『三国志』の時代には戟が一般的であり、呂布が愛用したという方天画戟は当時まだ存在しないとされる。

中央の二つが戟。左の二つが戈。右の二つは宋代の青龍戟と方天戟。